# Antoine Fombertaux
Antoine Fombertaux est un cordonnier et un révolutionnaire blanquiste, né à Neuilly-le-Réal (Allier) le 1 Messidor de l'an IV soit le 19 juin 1796. Républicain très engagé sous la Monarchie de Juillet, sous la présidence de Louis Napoléon Bonaparte, exilé avec Victor Hugo, il a été de nombreuses fois arrêté mais peu condamné. Dans son journal, à Jersey, la jeune Adèle Hugo note qu'Antoine Fombertaux est Le plus célèbre faiseur de barricades.
Son nom est cité plusieurs fois par l’espion Lucien de La Hodde.

## Biographie
Fils d'Antoine Fontberteau et de Marie-Anne Mizon, il se marie à Moulins le 26 janvier 1820 à Françoise Meissonnier. Épouse et mère courageuse, née le 28 Ventôse An II (18 mars 1794), à Bourbon l’Archambault (Allier) Françoise est fille de Blaise et de Marie Scié. 
Deux de leurs enfants seulement ont atteint l'âge adulte: Eugène, dit Fombertaux fils né à Moulins le 17 janvier 1821, et Léon né à Moulins le 28 septembre 1831.
C'est son fils Eugène qui se fit connaître le premier. D'abord, à quinze ans, il a "eu l'étrange audace d'adresser au roi la lettre la plus extraordinaire qui se puisse voir", puis, à seize ans, il est arrêté pour avoir imprimé et affiché des placards séditieux. Enfin Eugène Fombertaux est condamné à 5 ans de prison, pour crimes politiques, le 12 juin 1839, par la Cour d’Assises de la Seine. Il entre au bagne du Mont St-Michel le 28 octobre 1839.
Antoine est alors proche de Blanqui. Il participe à l'insurrection des 12 et 13 mai 1839 avec Blanqui et Barbès. Blessé, il n'est pas poursuivi.
Arrêté le soir du 12 septembre 1841, chez Rousseau, marchand de vin rue Saint-Denis, il est condamné à 4 mois de prison, lors du procès de L'Humanitaire, en novembre 1841.
Républicain résolu, farouche démocrate, il a signé avec Victor Hugo et Philippe Faure, la Déclaration des proscrits républicains de Jersey de 1852. Philippe Faure écrit à Greppo : Fombertaux, l’honnête et vieux Démocrate a été parfaitement et particulièrement accueilli par Victor Hugo qui a très vaillamment accepté cette compromettante collaboration (lettre du 9 novembre 1852, dans Journal d’un combattant de février, Jersey 1859).
Il est mort à l'Hospice de Bicêtre, à Gentilly (Val-de-Marne) le 21 décembre 1878. Inhumé au cimetière d'Ivry-sur-Seine: Malgré la fête de Noël, que les Parisiens aiment à passer en famille, malgré le froid et l'éloignement, quatre à cinq cents personnes avaient tenu à rendre les derniers devoirs à cet humble soldat de la cause républicaine, rapporte Le Petit Parisien du 27 décembre 1878.

## Ses arrestations
Selon l’Extrait des sommiers judiciaires, produit le 31 décembre 1851 par Hercule Cadet-Gassicourt :
- Le 3 octobre 1838 pour attentat à la sûreté de l’Etat (prison des Madelonnettes).
- Le 17 août 1839 pour l’insurrection des 12 et 13 mai 1839.
- Le 12 septembre 1840 pour coalition.
- Le 16 septembre 1841 pour cris séditieux.
- Le 3 juin 1848 pour complot.
- Le 23 juillet 1848, libéré le 22 août suivant.
- Le 8 janvier 1852, après le coup d'Etat du 2 décembre 1851, Fombertaux père est renvoyé devant le conseil de guerre de la 5e division militaire comme ayant pris part à l’insurrection. Il est aussi précisé « en fuite ».